# Велетенська амбістома айдахська
Велетенська амбістома айдахська (Dicamptodon aterrimus) — вид земноводних з роду Велетенська амбістома родини Амбістомові.

## Опис
Загальна довжина становить 17—25 см. За будовою схожа на тигрову амбістому. Відрізняється: доволі товстими головою та тулубом з відмінними за формою реберними борозенками, яких 12—13, до того ж вони ледь помітні. Тулуб ширше за голову. Потужні кінцівки з 4 пальцями на передніх, з 5 — на задніх лапах. Особливістю є те, що 4 палець на задніх кінцівках має 3 сегменти.
Забарвлення темно—мармурове, яке складається з коричневого, фіолетового, коричневого, сірого, мідного кольорів.

## Спосіб життя
Полюбляє прісноводні, проточні водойми. Активна вночі. Живиться землерийками, мишами і маленькими зміями, земноводними. У личинкової стадії розвитку живиться пуголовками, дрібною рибою, дрібними саламандрами.
Як захист використовує отруйний слиз зі своєї шкіри. Також здатна боляче кусатися, при цьому гарячиться або видає пронизливий крик.
Розмноження відбувається у витоках гірських потоків або в гірських озерах. Самиця відкладає яйця в затоплених місцях під корчами або серед каміння. Одна самиця здатна відкласти близько 135–200 яєць. Метаморфоза личинок триває до 3 років.

## Розповсюдження
Мешкає у північній частині штату Айдахо від озера Кер-д'Ален до річки Салмон, також у двох невеличких окремих ареалах західної Монтани (США).